# كارثة قطار لاك مغانتيك
كارثة قطار لاك مغانتيك هو حادث قطار وقع في 6 يوليو 2013 في بلدة لاك مغانتيك، كيبك، كندا، حيث انفجرت بضعة صهاريج كانت محملة على قطار ينقل مواد نفطية ما تسبب في نشوب حريق هائل اجتاح البلدة. أسفر الحادث عن مقتل 47 وهو بذلك رابع أكبر حادث من حيث عدد القتلى في تاريخ كندا.